# Ochicanthon crockermontis
Ochicanthon crockermontis är en skalbaggsart som beskrevs av Jan Krikken och Huijbregts 2007. Ochicanthon crockermontis ingår i släktet Ochicanthon och familjen bladhorningar. Inga underarter finns listade i Catalogue of Life.